# نویهوتن
نویهوتن (به آلمانی: Neuhütten) یک شهر در آلمان است که در ماین-اشپسارت واقع شده‌است.